# Mindaugas
Mindaugas I., prvi litovski veliki vojvoda, edini litovski kralj, * 1203, † 1263
O njegovem izvoru in zgodnjem življenju ni veliko podatkov. Moderni viri pravijo, da se je na oblast povzpel prek ugodnih porok in izgonov ali umorov tekmecev. Okronan je bil spomladi leta 1253 in postal vladar okrog 400.000 podložnikom. 
Njegovo desetletno vladavino zaznamujejo predvsem gradbeni dosežki in pridobitve ozemlja na jugovzhodu. Leta 1263 ga je umoril njegov nečak. Njegov pomen je postal večji šele v 19. in 20. stoletju. Njegovo življenje je natančneje raziskal zgodovinar Eduardas Gudavičius in objavil tudi natančen datum kronanja. Na ta dan od leta 1991 Litovci praznujejo dan državnosti. 